# Cteniscus inversus
Cteniscus inversus là một loài tò vò trong họ Ichneumonidae.